# Ambaixada romana (Gàl·lia Transalpina, 183 aC)
El Llegat romà va enviar una ambaixada romana a la Gàl·lia Transalpina el 183 aC.
Les ambaixades estaven formades per un grup d'ambaixadors i tenien per missió portar missatges del Senat a estats estrangers. El seu nomenament era considerat un gran honor i només es concedia a homes il·lustres.
El senat romà va enviar tres ambaixadors a la Gàl·lia Transalpina el 183 aC:
- Luci Furi Purpuri
- Luci Manli Acidí Fulvià
- Quint Minuci Ruf